# Xperia 5 (SoftBank)
SoftBankブランドにおけるXperia 5（エクスペリア ファイブ）は、ソニーモバイルコミュニケーションズによって開発された、SoftBankの第3.9世代移動通信システム、Hybrid 4G LTE (SoftBank 4G/SoftBank 4G LTE) スマートフォンである。SoftBank スマートフォンシリーズのひとつ。モデル番号は901SO。

## 概要
本機種はXperia 5の日本国内向けローカライズモデルであり、Xperiaシリーズのフラッグシップモデルとなる。2019年秋冬商戦向けの新商品の1つとして発売された。Xperia 1 (SoftBank)の後継モデルである。
21:9比率のHDR対応有機ELディスプレイを搭載しており、映像処理エンジン「X1 for mobile」で鮮明な画質を再現できる。
カメラではトリプルレンズカメラで標準、望遠、超広角に切り替えることができ、Xperia 1とほぼ同等の性能を持っている。ただし標準カメラのセンサーはメモリ内蔵型ではないため、スーパースローモーション動画撮影機能の利用ができない。
筐体はフレームにはアルミニウムを使用し、画面と背面パネルにGorilla Glass 6を使用している。
なお、ROM容量に関しては日本国内版のため、64GBモデルのみの展開となっている。
ボディカラーにはグレー、ブルー、レッドを用意するが、グローバルモデルには展開されているブラックは用意していない。
これまで日本国内向けのXperiaに搭載していた日本語入力システム「POBox Plus」を採用していたが本機では非対応となっているためキーボードはGoogle製のGboardを利用することとなる。

## 主な機能
| 主な対応サービス            | 主な対応サービス             | 主な対応サービス                                   | 主な対応サービス               |
| --------------------------- | ---------------------------- | -------------------------------------------------- | ------------------------------ |
| タッチパネル/加速度センサー | フルブラウザ                 | Hybrid 4G LTE (SoftBank 4G/SoftBank 4G LTE) /VoLTE | バッテリー容量 3000mAh         |
| テザリング                  | Wi-Fi                        | GPS                                                | 1220万画素トリプルレンズカメラ |
| ワンセグ／フルセグ          | デジタルオーディオプレーヤー | おサイフケータイ／NFC                              | Bluetooth                      |
| 緊急速報メール              | 防水／防塵                   |                                                    |                                |

## 歴史
- 2019年9月5日（現地時間） - スペイン・バルセロナの国際コンシューマ・エレクトロニクス展「IFA 2019」にてソニーモバイルコミュニケーションズよりグローバルモデルが発表。この時点で日本国内での販売も予告されていた。
- 2019年10月17日 - ソフトバンク、およびソニーモバイルコミュニケーションズジャパンより公式発表。
- 2019年10月25日 - 発売開始。
- 2020年1月16日 - Android 10へのアップデート配信開始。